# Вольта (музыкальный термин)

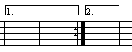
Вольта

Во́льта (итал. volta — поворот, раз) — музыкальный термин, один из видов музыкальной аббревиатуры, использующийся для обозначения повторяющейся с некоторыми изменениями части музыкального произведения.

## Обозначение вмузыкальной нотации
Если при повторении конец данной части или всего музыкального произведения меняется, то над изменяющимися тактами ставится квадратная горизонтальная скобка. Следом за ними ставится знак репризы, затем пишутся такты, исполняющиеся при повторении, над которыми также ставится квадратная скобка. Под скобками ставят обозначения: 1. и 2. — первая вольта и вторая вольта, то есть для первого раза и второго раза. Вольт может быть и больше двух, их число определяется количеством повторов, предусмотренных композитором.